# Oleg Svátek

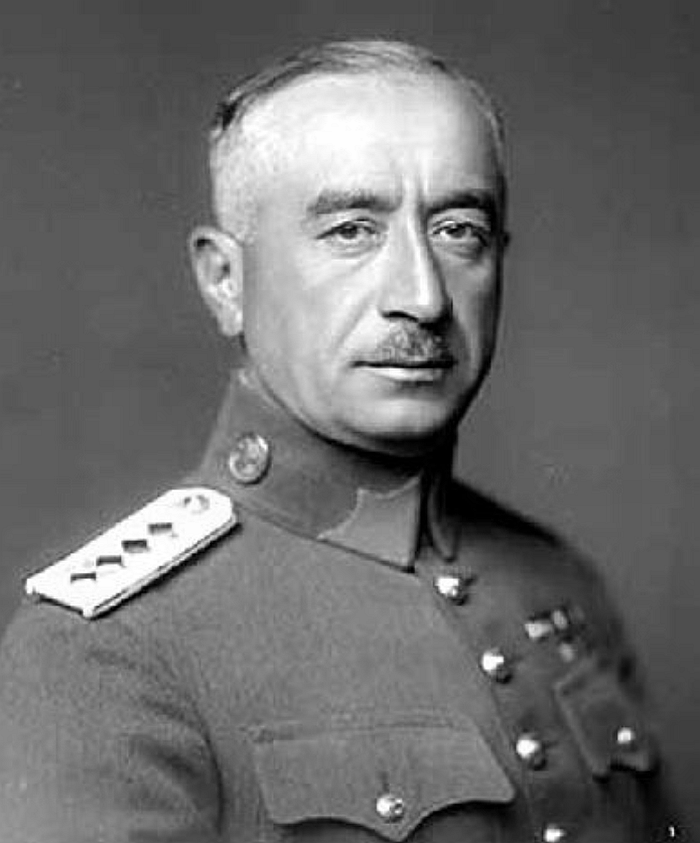
Oleg Svátek - General in der Tschechoslowakei und Widerstandskämpfer

Oleg Svátek (* 3. Februar 1888 in Domoradice; † 1. Oktober 1941 in Prag) war ein tschechischer Soldat, Legionär, General in der Tschechoslowakei sowie als führendes Mitglied der Widerstandsgruppe Obrana národa („Verteidigung der Nation“) eine Persönlichkeit des Widerstandes 1939–1945 gegen den Nationalsozialismus.

## Leben
Nach dem Besuch des Gymnasiums in Vysoké Mýto (1899–1903) wurde Svátek in einer Kadettenschule in Wien ausgebildet und 1907 im Rang eines Leutnants zu einem Regiment in Rzeszów abkommandiert; nach Kriegsausbruch 1914 kam er mit diesem Regiment an die russische Front, wo er bereits am 2. September 1914 verletzt und in ein Militärlager in Sibirien gebracht wurde. Im August 1915 trat er den Tschechoslowakischen Legionen bei, in der er verschiedene Schulungen absolvierte und Funktionen innehatte. 1920 kehrte er als Oberstleutnant in die Tschechoslowakei zurück.
In der Tschechoslowakei war Svátek als Offizier mit vielen Aufgaben betreut, unter anderem als Ausbilder, er studierte auch selbst an der Militärakademie. Er diente als Regiments- und Brigadebefehlshaber, im Juni 1929 wurde er zum General ernannt. Ab Oktober 1935 diente er als Befehlshaber der 12. Division in Uschhorod in Karpatenrussland, das damals zur Tschechoslowakei gehörte. Nach der Ausrufung des Slowakischen Staates und dem Beginn der ungarischen Invasion in Karpatenrussland im März 1939 leitete er die Verteidigung sowie die Evakuierung tschechoslowakischer Bürger aus dem Gebiet.
In Prag wurde Svátek mit Aufgaben in der sogenannten Liquidationsabteilung des Verteidigungsministeriums beauftragt, welche die Auflösung der Armee und die Überführung der Soldaten und Offiziere in das zivile Leben organisieren sollte. Dabei nahm er Kontakte zu der sich formierenden Widerstandsbewegung der Obrana národa auf. Ende des Jahres schuf er die Kreiskommandantur Prag-Südwest der Obrana národa, welche die ersten Verhaftungen durch die Gestapo relativ verlustlos überlebte. Erst im September 1941 wurde er (mit anderen) verhaftet und gefoltert, ohne der Gestapo einen Einblick in die Struktur der Organisation zu gewähren. Bereits am 1. Oktober 1941 wurde er im Gefängnis Prag-Ruzyně hingerichtet.
Im Oktober 1946 wurde Oleg Svátek posthum in den Rang eines Divisionsgenerals erhoben.

## Auszeichnungen
- Falken-Orden, 1919
- Tschechoslowakische Interalliierte Siegesmedaille 1919
- Tschechoslowakische Revolutionsmedaille, 1920
- Tschechoslowakisches Kriegskreuz 1914–1918, 1920
- Ehrenlegion (Ordre national de la Légion d'Honneur), 1928
- Tschechoslowakisches Kriegskreuz 1939, 1945